# Diocèse de St Asaph
Le diocèse de St Asaph (en anglais : diocese of St Asaph ; en gallois : esgobaeth Llanelwy) est l'un des six diocèses anglicans du pays de Galles qui s'étend sur le nord-est de la région. Son siège est la cathédrale de St Asaph.